# Chigwell (Metropolitano de Londres)
Chigwell é uma estação do Metropolitano de Londres na cidade de Chigwell, no distrito de Epping Forest em Essex. Ele está localizado no Circuito de Hainault da linha Central, entre as estações Grange Hill e Roding Valley. Desde 2 de janeiro de 2007, a estação é a única fora da Grande Londres na Zona 4 do Travelcard.

## História

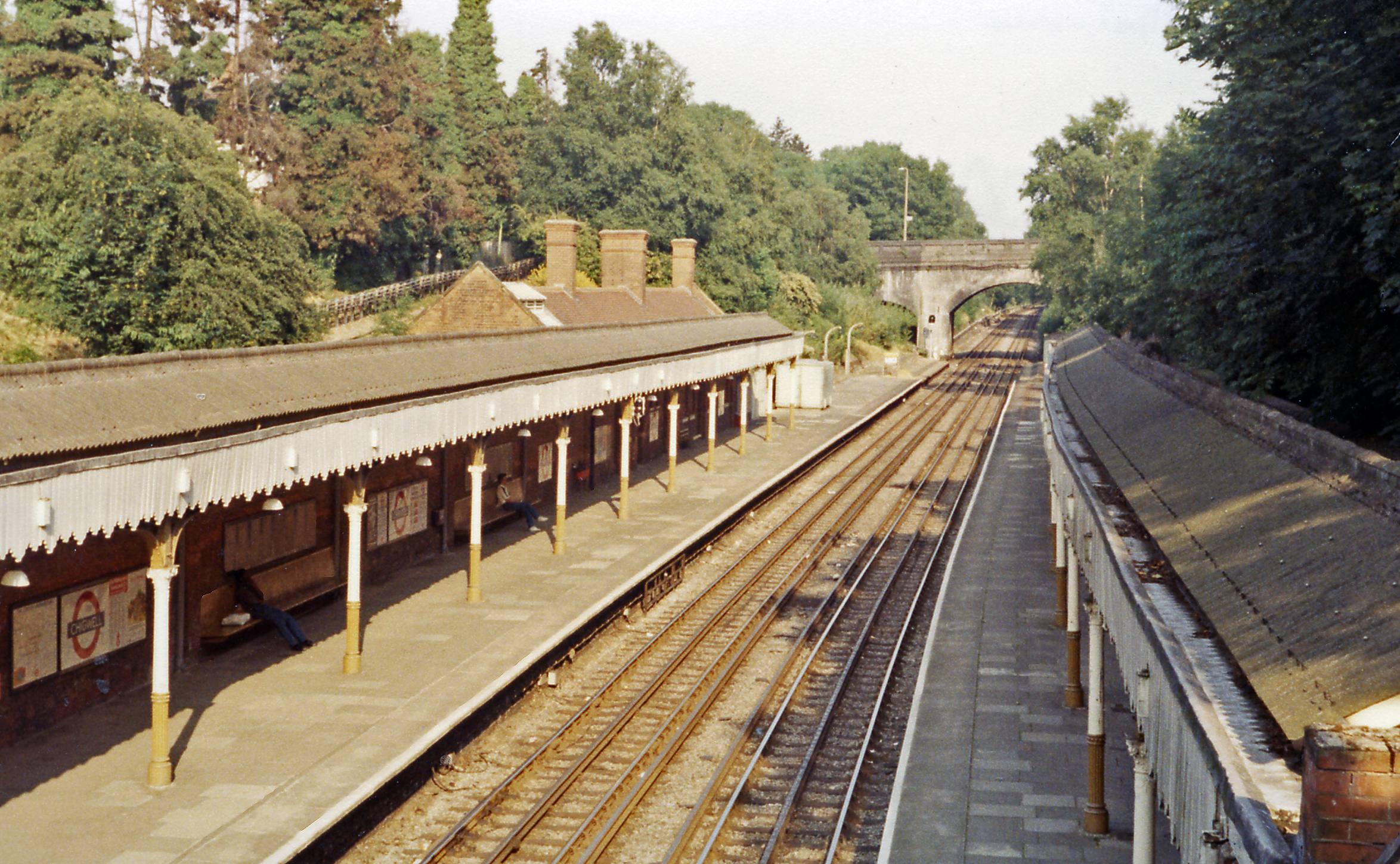
A estação em 1984

A estação foi inaugurada em 1º de maio de 1903 pela Great Eastern Railway (GER) em sua linha de Woodford para Ilford (o Circuito de Fairlop). Como consequência da Railways Act de 1921, a GER foi fundida com outras empresas ferroviárias em 1923 para se tornar parte da London & North Eastern Railway (LNER).
O loop de Woodford para Ilford foi amplamente integrado à linha central do metrô de Londres como parte do New Works Programme da London Passenger Transport Board de 1935 a 1940, que viu uma extensão dos serviços de metrô elétrico no nordeste de Londres. Como parte desse trabalho, a estação foi fechada em 29 de novembro de 1947. Os trens subterrâneos elétricos serviram a estação a partir de 21 de novembro de 1948.
De meados da década de 1960 até o início da década de 1990, a seção Woodford-Hainault foi amplamente operada separadamente do resto da linha Central, usando trens de quatro vagões (mais tarde de três vagões) do 1960 Stock. As unidades de três carros tinham um vagão intermediário de tubo de 1938. Esses trens foram adaptados para Automatic Train Operation (ATO): a seção Woodford-Hainault tornou-se o campo de testes para ATO na linha Victoria. Alguns trens da linha Victoria (1967 Stock) também foram usados para operar esta seção e denominados FACT, "Fully Automatic Controlled Train", "Trem controlado totalmente automático". A operação separada foi abolida, o 1960 Stock foi retirado e os trens para o Centro de Londres agora operam via Hainault. Por causa disso, normalmente é mais rápido viajar para Woodford e fazer baldeação lá, já que os trens para o centro de Londres saem frequentemente desse ponto. Na preparação para os períodos de pico, alguns trens partindo do Pátio de Hainault operam para o centro de Londres via Grange Hill, Chigwell, Roding Valley e Woodford. Isso é feito para conveniência operacional, mas a demanda de passageiros por esses serviços é particularmente alta.

## A estação hoje

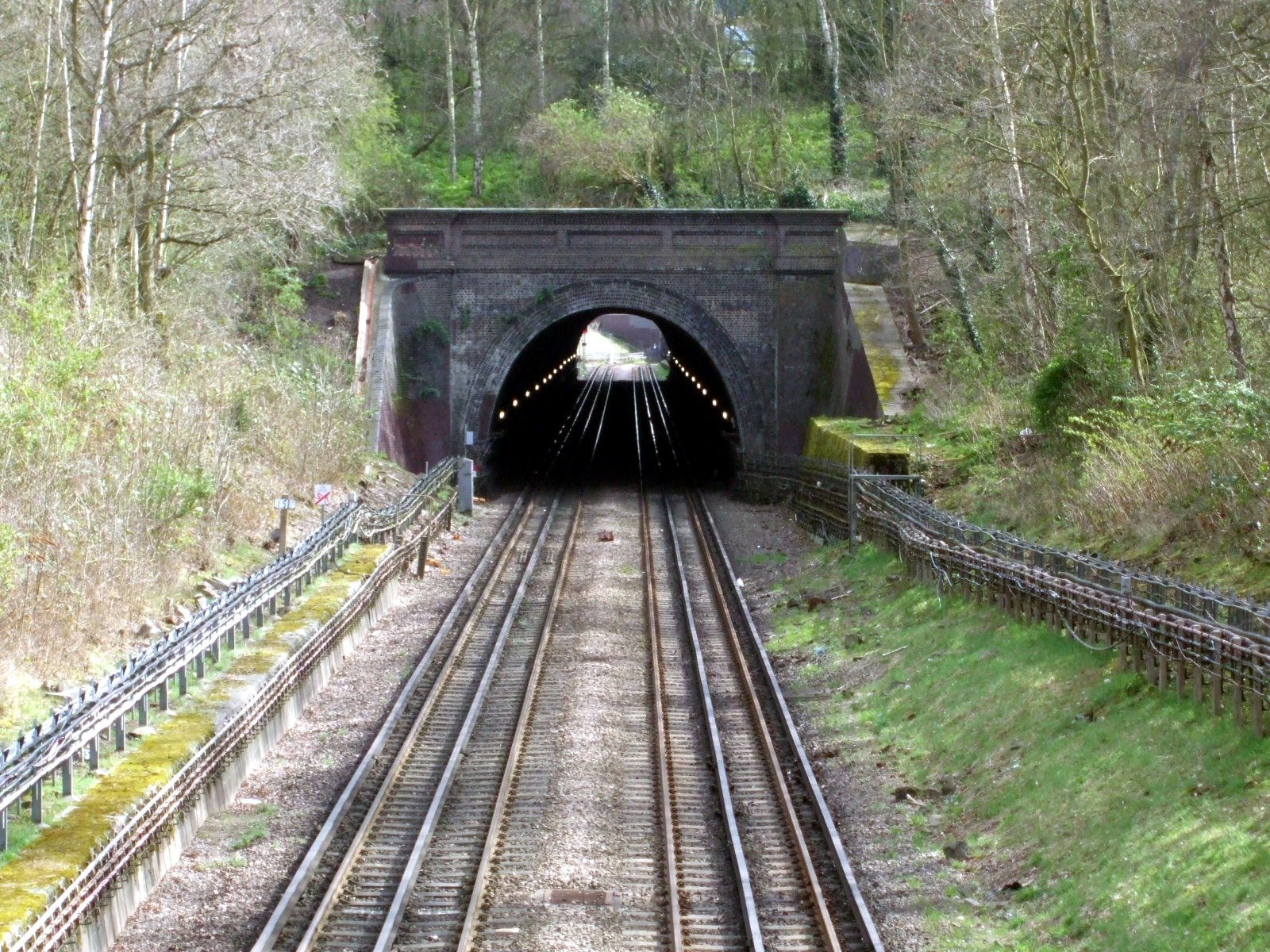
O túnel entre Chigwell e Grange Hill

A estação passou por reformas, que foram concluídas em 2006.

## Serviços
Face ao aumento do número de passageiros, o serviço ferroviário neste ramal foi alargado até à meia-noite em 2006. (Anteriormente parava às 20:00) O serviço típico fora do horário de pico em trens por hora (tph) é:
- 3 tph para Hainaut
- 3 tph para Woodford

No horário de pico da manhã, há três trens que correm para West Ruislip.
Predefinição:Adjacent stations

## Conexões
As linhas de ônibus de Londres 167 e as linhas escolares 667 servem a estação. A linha 804 do ônibus local e a linha 53 da escola local também servem a estação. 

## Local de filmagem
A estação é usada como locação no filme Meantime de Mike Leigh, de 1983.